# Kasia Popowska
Katarzyna Milena Popowska (ur. 25 listopada 1989 w Łodzi) – polska piosenkarka, kompozytorka i autorka tekstów.
Wydała trzy albumy studyjne: Tlen (2014), Dryfy (2017) i Toast (2020). Pierwszą płytę promowała m.in. singlem „Przyjdzie taki dzień”, który stał się przebojem w Polsce.

## Życiorys
Urodziła się 25 listopada 1989 w łódzkim szpitalu im. M. Kopernika. Ma starszego brata. Uczęszczała do VI Liceum Ogólnokształcącego w Łodzi do klasy o profilu dziennikarskim. W wieku 16 lat zaczęła śpiewać i grać na gitarze. W 2007 założyła kanał muzyczny w serwisie YouTube i jako pierwsza Polka rozpoczęła falę „me singing”, publikując znane przeboje w swoim wykonaniu. Jej nagrania obejrzano ponad 13 milionów razy. Po zdaniu matury rozpoczęła studia na Wydziale Organizacji i Zarządzania Politechniki Łódzkiej, które przerwała po roku. Przez dziesięć lat tańczyła w łódzkich domach kultury. Następnie zaczęła udzielać się w kółkach teatralnych.
W 2009 wzięła udział w drugiej edycji programu TVN Mam talent!. Podczas przesłuchań wykonała utwór Leonarda Cohena „Hallelujah” i choć przeszła do kolejnego etapu, podczas końcowej eliminacji nie zakwalifikowała się do półfinałów. 24 lipca 2010 wystąpiła podczas XXIX Festiwalu Piknik Country w Mrągowie.

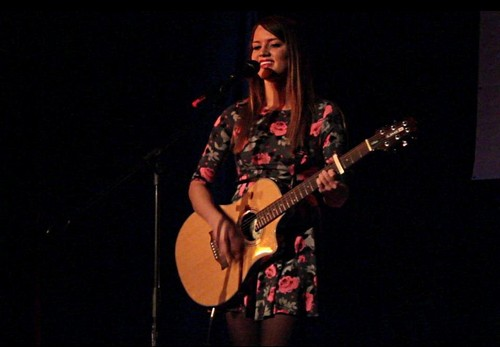
Kasia Popowska, 2011

W 2014 wydała debiutancki singel, „Przyjdzie taki dzień” autorstwa Tomasza Konfederaka. Z piosenką dotarła na szczyt listy 20 najczęściej granych utworów w polskich rozgłośniach radiowych. W 2014 wystąpiła na największych festiwalach muzycznych w Polsce, m.in. Eska Music Awards, Lato Zet i Dwójki, podczas którego otrzymała nagrodę za najlepszy występ oraz Polsat Sopot Festival, gdzie wzięła udział w konkursie o Słowika Publiczności. Wystąpiła również jako support przed koncertem Ellie Goulding w Warszawie. W 2014 na Festiwalu Media i Sztuka w Darłowie otrzymała Bursztynowy Mikrofon. Również w 2014 nawiązała współpracę z Dodą, dla której napisała teksty do piosenek „Riotka” (2014) i „Nie pytaj mnie” (2015).
30 maja 2015 otrzymała nagrodę Polsat SuperHit Festiwalu za zajęcie 5. miejsca w konkursie na „Radiowy przebój roku – Super hit FM” z utworem „Przyjdzie taki dzień”. 13 czerwca z utworem „Lecę tam” wystąpiła w konkursie „SuperPremiery” na 52. Krajowym Festiwalu Piosenki Polskiej w Opolu, gdzie przyznano jej nagrodę specjalną – SuperPremierę „Super Expressu”. Podczas festiwalu otrzymała również nagrodę fotoreporterów i dziennikarzy. 10 lipca 2015 wydała reedycję debiutanckiego albumu (pt. Tlen – kolor i maj), którą promowała teledyskiem do piosenki „Happy Days” (anglojęzycznej wersji „Lecę tam”), a także singlem „Graj”.
W styczniu 2017 wydała drugi album studyjny pt. Dryfy, który promowała tytułowym singlem i utworem „Tyle tu mam”, z którym bez powodzenia zgłosiła się do udziału w krajowych eliminacjach do 62. Konkursu Piosenki Eurowizji. Wiosną 2017 zwyciężyła w finale siódmej edycji programu rozrywkowego Polsatu Twoja twarz brzmi znajomo, a główną wygraną – czek o wartości 100 tys. zł. – przekazała fundacji „Zdążyć z pomocą” na rzecz Kariny Cicheckiej.

## Programy telewizyjne
- 2009: Mam talent! (TVN) – uczestniczka
- 2017: Twoja twarz brzmi znajomo (Polsat) – uczestniczka 7. edycji, zwyciężczyni

## Dyskografia

### Albumy studyjne
| 2014                                                    | Tlen - Wydany: 16 września 2014 - Wytwórnia: Universal Music Polska - Formaty: CD, digital download, winyl      | 47 |
| 2017                                                    | Dryfy - Wydany: 20 stycznia 2017 - Wytwórnia: Universal Music Polska - Formaty: CD, digital download            | –  |
| 2020                                                    | Toast - Wydany: 27 listopada 2020 - Wytwórnia: GT Event (dystrybutor: e-Muzyka) - Formaty: CD, digital download | –  |
| „–” oznacza, że album nie był notowany na danej liście. | |    |

### Single
| Rok                                                      | Tytuł                               | Najwyższe pozycje na listach | Najwyższe pozycje na listach | Najwyższe pozycje na listach | Najwyższe pozycje na listach | Najwyższe pozycje na listach | Najwyższe pozycje na listach | Album                                        |
| Rok                                                      | Tytuł                               | POL (airplay)                | POL (airplay nowości)        | POL (airplay TV)             | RMF                          | Eska                         | SLiP                         | Album                                        |
| -------------------------------------------------------- | ----------------------------------- | ---------------------------- | ---------------------------- | ---------------------------- | ---------------------------- | ---------------------------- | ---------------------------- | -------------------------------------------- |
| 2014                                                     | „Przyjdzie taki dzień”              | 1                            | –                            | 3                            | 1                            | 1                            | 15                           | Tlen                                         |
| 2014                                                     | „Tlen”                              | –                            | 3                            | –                            | 3                            | –                            | 24                           | Tlen                                         |
| 2015                                                     | „Lecę tam”                          | 7                            | –                            | –                            | 1                            | –                            | 14                           | Tlen                                         |
| 2016                                                     | „Graj”                              | 26                           | 3                            | –                            | 2                            | –                            | 18                           | Tlen – kolor i maj                           |
| 2016                                                     | „Dryfy”                             | 10                           | 2                            | –                            | 2                            | 18                           | 26                           | Dryfy                                        |
| 2017                                                     | „Tyle tu mam”                       | 36                           | 1                            | –                            | –                            | –                            | 31                           | Dryfy                                        |
| 2020                                                     | „Nie ma nas”                        | –                            | –                            | –                            | –                            | –                            | 44                           | Toast                                        |
| 2020                                                     | „Nim potłuczemy szkło”              | –                            | –                            | –                            | –                            | –                            | –                            | Toast                                        |
| 2020                                                     | „Powiedz gdzie”                     | –                            | –                            | –                            | –                            | –                            | –                            | Toast                                        |
| 2020                                                     | „Toast”                             | –                            | –                            | –                            | –                            | –                            | –                            | Toast                                        |
| 2022                                                     | „Wrong Signs” (oraz Matheo i Shimz) | –                            | –                            | –                            | –                            | –                            | –                            | Jak pokochałam gangstera (ścieżka dźwiękowa) |
| „–” oznacza, że singel nie był notowany na danej liście. |                                     |                              |                              |                              |                              |                              |                              |                                              |

### Z gościnnym udziałem
| Rok  | Tytuł                                                         | Najwyższe pozycje na listach | Najwyższe pozycje na listach | Album                      |
| Rok  | Tytuł                                                         | POL (airplay)                | POL (airplay nowości)        | Album                      |
| ---- | ------------------------------------------------------------- | ---------------------------- | ---------------------------- | -------------------------- |
| 2019 | „Najlepiej być w podróży” (Pectus, gościnnie: Kasia Popowska) | 70                           | 3                            | Kobiety/Wojciech Młynarski |

### Utwory notowane na listach
| Rok  | Tytuł                     | Najwyższa pozycja na liście | Album              |
| Rok  | Tytuł                     | Maxxx                       | Album              |
| ---- | ------------------------- | --------------------------- | ------------------ |
| 2015 | „Lecę tam” (Mandee Remix) | 2                           | Tlen – kolor i maj |

### Pozostałe utwory
| Rok  | Utwór | Album                         |
| ---- | --- | ----------------------------- |
| 2010 | „Nowe dni” | Zaplątani (ścieżka dźwiękowa) |
| 2010 | „Nowe dni (Repryza)” | Zaplątani (ścieżka dźwiękowa) |
| 2010 | „Marzenie mam” (oraz Adam Krylik, Grzegorz Pawlak, Jacek Czyz, Jakub Szydłowski, Łukasz Talik, Maciej Stuhr, Piotr Bajtlik, Piotr Gogol, Stefan Kazuro)                                                      | Zaplątani (ścieżka dźwiękowa) |
| 2010 | „Kiedy jesteś tu” (oraz Maciej Stuhr) | Zaplątani (ścieżka dźwiękowa) |
| 2010 | „Zaklęcie” | Zaplątani (ścieżka dźwiękowa) |
| 2010 | „Łza, która leczy” | Zaplątani (ścieżka dźwiękowa) |
| 2011 | „It Was You” | Poland Why Not? (Red Edition) |
| 2014 | „Jej portret” (Krzysztof Kiljański, gościnnie: Kasia Popowska) | Duety                         |
| 2014 | „Cicha noc” (oraz Kasia Ignatowicz) | Siemacha po kolędzie          |
| 2014 | „Pójdźmy wszyscy do stajenki” (oraz Rafał Brzozowski, Marcin Kindla, Margaret, Natali, Honorata Skarbek, Sarsa, Jakub Szwast, Pamela Stone, Marcin Spenner, Adi Kowalski, Maria Niklińska, Kasia Ignatowicz) | Siemacha po kolędzie          |
| 2015 | „Have Yourself a Merry Little Christmas” (oraz Siemacha) | Gwiazdy po kolędzie           |
| 2015 | „Gdy się Chrystus rodzi” (oraz Pamela Stone, Margaret, Sarsa, Rafał Brzozowski, Antek Smykiewicz, Siemacha)                                                                                                  | Gwiazdy po kolędzie           |

### Teledyski
| Rok  | Utwór                         | Reżyser                           |
| ---- | ----------------------------- | --------------------------------- |
| 2014 | „Przyjdzie taki dzień”        | Michał Bolland                    |
| 2014 | „Tlen”                        | Michał Bolland                    |
| 2014 | „Pójdźmy wszyscy do stajenki” | –                                 |
| 2015 | „Lecę tam”                    | Michał Bolland                    |
| 2015 | „Happy Days”                  | Anna Zofia Powierża               |
| 2015 | „Gdy się Chrystus rodzi”      | –                                 |
| 2016 | „Graj”                        | Anna Zofia Powierża               |
| 2016 | „Dryfy”                       | Alan Kępski                       |
| 2017 | „Tyle tu mam”                 | Tomasz Styka, Karolina Słobodzian |
| 2020 | „Nie ma nas”                  | Stykky Media                      |
| 2020 | „Nim potłuczemy szkło”        | Michał Liszcz                     |
| 2020 | „Powiedz gdzie”               | Paweł Wochna                      |
| 2020 | „Toast” (lyric video)         | Studio 19                         |

## Filmografia

### Polski dubbing
- 2010: Zaplątani jako Roszpunka (śpiew)

## Nagrody i nominacje
| Rok  | Konkurs/Wydarzenie                 | Kategoria                                                    | Rezultat   |
| ---- | ---------------------------------- | ------------------------------------------------------------ | ---------- |
| 2014 | Lato Zet i Dwójki 2014 w Zabrzu    | Najlepszy występ („Przyjdzie taki dzień”)                    | Wygrana    |
| 2014 | Polsat Sopot Festival 2014         | Słowik Publiczności („Przyjdzie taki dzień”)                 | Nominacja  |
| 2014 | Festiwal Media i Sztuka w Darłowie | Bursztynowy Mikrofon                                         | Wygrana    |
| 2015 | Polsat SuperHit Festiwal 2015      | Radiowy przebój roku – Super hit FM („Przyjdzie taki dzień”) | 5. miejsce |
| 2015 | 52. KFPP w Opolu                   | SuperPremiery („Lecę tam”)                                   | Nominacja  |
| 2015 | 52. KFPP w Opolu                   | SuperPremiera „Super Expressu”                               | Wygrana    |
| 2015 | 52. KFPP w Opolu                   | Nagroda fotoreporterów i dziennikarzy                        | Wygrana    |
| 2015 | Eska Music Awards 2015             | Najlepsza artystka                                           | Nominacja  |
| 2016 | Grube Ryby 2016                    | Przebojowy głos                                              | Nominacja  |
| 2016 | Polsat SuperHit Festiwal 2016      | Radiowy przebój roku („Lecę tam”)                            | Nominacja  |